# Grantland Rice
Pour les personnes ayant le même patronyme, voir Rice.
Grantland Rice, né le 1er novembre 1880 à Murfreesboro (Tennessee) et mort le 13 juillet 1954 à New York, est un journaliste sportif, poète et essayiste américain. Il officia également à la radio. Ses sports de prédilection étaient le football américain universitaire, le baseball et le golf. Rice est notamment l'auteur de maximes restées fameuses telle It's not whether you win or lose, it's how you play the game?. Il est considéré comme le plus fameux journaliste sportif de son époque.

### Par Rice
(bibliographie partielle)
- The Boys' Book of Sports, 1917
- Understand football, New York, 1932
- Grantland Rice's Cities Service Football Guide, New York, 1935
- Grantland Rice Tells How to Win Against Odds, New York, 1940
- Only the Brave and Other Poems, New York, 1941
- The Tumult and The Shouting: My Life In Sport, New York, 1954
- The Best of Grantland Rice, New York, 1963

Il signe également nombre de biographies de sportifs, de Bobby Jones à Joe DiMaggio.

### Sur Rice
- Charles Fountain, Sportswriter: The Life and Times of Grantland Rice, New York, Oxford University Press, 1993. 352 p.  (ISBN 0195061764)
- Mark Inabinett, Grantland Rice and His Heroes: The Sportswriter as Mythmaker in the 1920s, University of Tennessee Press, 1994. 176 p.  (ISBN 0870498495)
- William Harper, How You Played the Game: The Life of Grantland Rice, University of Missouri, 1999. 624 p.  (ISBN 0826212042)